# Анналы генриковских цистерцианцев
Анналы генриковских цистерцианцев (лат. Annales Cisterciensium in Heinrichow, пол. Rocznik Cystersow Henrykowskich) — компиляция, сделанная в XIV в. из различных польских исторических источников (в том числе на основе Каменцких анналов), к которой позднее, в вероятно в XV в., были добавлены два сообщения о событиях 1386 и 1410 гг. Сохранились в нескольких рукописях XIV—XV вв., самая старшая из которых относится к 1340 г. Охватывают период с 970 по 1410 гг. Описывают события истории Силезии, сообщая при этом отдельные сведения по истории Польши, Чехии, Литвы и пр.

## Издания
1. Breve chronicon Silesiae // Scriptores Rerum Silesiacarum. Hg. von G. A. Stenzel. Bd. 1. Breslau, 1835, p. 33-37.
2. Annales Cisterciensium in Heinrichow / ed. W. Arndt // MGH. SS. V. XXIX. Hannoverae, 1866, p. 543—546.
3. Rocznik Cystersow Henrykowskich / wydal A. Bielowski // MPH, T. 3. Lwow, 1878, p. 699—704.

## Переводы на русский язык
- Краткая силезская хроника — перевод А. С. Досаевым издания анналов Г. А. Штензелем на сайте Восточная литература

- Анналы генриковских цистерцианцев — перевод А. С. Досаевым реконструкции текста анналов по изданию В. Арндта на сайте Восточная литература